# Charles Itandje
Charles Itandje, né le 2 novembre 1982 à Bobigny (Seine-Saint-Denis), est un footballeur international camerounais. Il est entraîneur adjoint au  FC Versailles depuis 2020.

## Biographie

### Enfance et formation francilienne
D'origine camerounaise, Charles Hubert Itandje grandit dans la banlieue Nord de Paris, avec ses parents et ses six frères et sœurs. Il commence le football sur les terrains de son quartier. Il signe sa première licence à Bobigny où il découvre tous les postes. C'est dans les buts qu'il est le meilleur, son rôle préféré. Pour progresser, il rejoint Le Bourget, puis Les Lilas, avant de revenir au Bourget. À son retour, il a des ennuis avec le père d'un coéquipier et arrête le football pendant plusieurs mois. Pendant cette période, il essaye d'autres sports dont la boxe thaï.
Souhaitant toujours devenir footballeur professionnel, Itandje est retenu par le Red Star après un essai. Cours le matin, entraînement l'après-midi, le rythme est soutenu et les progrès visibles. Demi-finaliste du Championnat de France des moins de 17 ans, il débute bientôt dans l'équipe première en National, aux côtés d'Abdoulaye Meïté. Il se fait remarquer une première fois le 11 mars 2000 en inscrivant un but de 50 mètres sur coup franc direct lors d'un match CFA 2. Après plusieurs matchs, il est supervisé par des émissaires de Liverpool et y effectue un essai. Doutant du temps de jeu qu'il aura, Itandje préfère alors rester en France et s'engage avec le RC Lens en 2001.

### Révélation au RC Lens (2001-2007)
Initialement titulaire de l'équipe réserve du RC Lens, Itandje joue son premier match de première division le 30 novembre 2002 face à Guingamp (1-3). Il apprend ensuite qu'il remplace Guillaume Warmuz dans les buts nordistes. Il prend alors ses responsabilités, se met rapidement en vue en rassurant coéquipiers et supporters. Il s'impose dans les cages Sang et Or et s'ouvre les portes de la sélection espoirs dirigée par Raymond Domenech.
Après son absence du groupe pour le premier match de la campagne en Coupe Intertoto en juillet 2007, il quitte le club artésien, bloqué par les deux nouveaux gardiens du RC Lens, Vedran Runje et Ronan Le Crom.

### Carrière à l'étranger
Il s'engage pour 4 ans à Liverpool où il devient la doublure de Pepe Reina. Il joue son premier match avec le groupe professionnel le 25 septembre 2007 lors de la victoire 4-2 contre Reading en League Cup. Il joue 7 matchs de League Cup et FA Cup. Il devient la saison suivante le troisième gardien du club, après l'arrivée de Diego Cavalieri. Alors qu'il cherche une sortie honorable, il refuse un transfert à Galatasaray SK, préférant une éventuelle offre du Paris SG qui n'est jamais venue.
Malheureusement, son comportement lors d'une cérémonie au stade d'Anfield le 15 avril 2009 - le 20e anniversaire de la tragédie de Hillsborough (lorsque 96 supporters de Liverpool ont été tués lors d'une demi-finale de Coupe d'Angleterre) - a été sévèrement critiqué par les supporters et dirigeants de Liverpool. Le Franco-Camerounais présente rapidement ses excuses mais il est officiellement suspendu pour 14 jours par le club. Une décennie plus tard, il déclare à ce sujet « mon comportement n'a pas été adéquat, je l'entends complètement. Mais ça a pris des proportions… ».
Fin août 2009, il est prêté au club grec de AO Kavala, promu ayant beaucoup recruté en France, notamment. Il obtient du temps de jeu, et ce malgré la concurrence du gardien australien Željko Kalac. Il réalise une bonne saison et atteint les demi-finales de la coupe de Grèce, Kavala est éliminé par l'Aris Salonique (1-3 puis 1-1). Il décrit cette expérience comme "exotique dans un club assez ambitieux" et un club "différent de tout ce que j’ai connu". Il n’y a pas de centre d’entraînement, pas de centre de formation".
De retour à Liverpool à l'été 2010, il passe 5e gardien de l'effectif derrière Pepe Reina, Brad Jones (équipe pro), Martin Hansen et Dean Bouzanis (équipe réserve). Il ne joue même plus en réserve.
En décembre 2010, il signe un contrat de deux ans pour le club grec Atromitos FC.
En janvier 2013, il rejoint le club du PAOK Salonique, où il retrouve son ancien entraineur Giorgos Donis. En juillet 2013, il rejoint sous forme de prêt le club de Konyaspor, promu en Spor Toto Süper Lig.
En août 2015, il continue l'aventure en Turquie en étant transféré au Çaykur Rizespor.
En août 2016, il signe pour une saison à Gaziantepspor.
En janvier 2017, après avoir résilié son contrat avec Gaziantepspor, il rejoint Adanaspor. 
En août 2018, après un an sans club, il rejoint le FC Versailles, en National 3.

### En sélection nationale

#### Equipe de France
En s'imposant au RC Lens, Itandje s'ouvre les portes de l'équipe de France espoirs dirigée par Raymond Domenech. Avec les Bleuets, il participe aux éliminatoires de l'Euro espoirs 2004.
Il révèle le 25 avril 2006 avoir été approché par Raymond Domenech pour participer éventuellement au stage d'oxygénation de l'équipe de France, qui se déroula du 20 au 27 mai 2006 à Tignes. Cette pré-sélection marque l'aboutissement d'une excellente saison 2005-2006 sous le maillot Sang et Or du RC Lens. Cette information est cependant démentie quelques jours plus tard, et Itandje ne participera pas à ce stage[réf. nécessaire]. 
En janvier 2008, il est de nouveau présélectionné en équipe de France par Raymond Domenech.

#### Equipe du Cameroun
Le 13 octobre 2010 la FIFA accepte la requête de la fédération camerounaise visant à rendre sélectionnable Itandje sous les couleurs des Lions indomptables.
Itandje participe à son premier match officiel avec les lions indomptables contre le Togo, le 9 juin 2013, lors des éliminatoires de la Coupe du monde 2014, où son pays s'impose 2-1. Il jouera 7 jours plus tard contre la RD Congo pour un match soldé par un score de 0-0. Il est titularisé lors des deux matchs comptant pour les barrages de la Coupe du monde 2014 face à la Tunisie et réalise un grand match en sauvant les siens à plusieurs reprises (0-0) puis un second bon match où les camerounais s'imposeront 4-1. 
Il disputa sa première grande compétition internationale lorsque Volker Finke, sélectionneur du Cameroun le convoqua pour jouer la Coupe du monde 2014. Charles Itandje jouera les trois rencontres du Cameroun soldées par trois défaites : une défaite 1-0 contre le Mexique sur un but d'Oribe Peralta lors de la première rencontre, une défaite 0-4 contre la Croatie sur des buts d'Ivica Olić, Ivan Perišić et un doublé de Mario Mandžukić et une dernière défaite 1-4 contre le Brésil via des buts de Fred, Fernandinho et un doublé de Neymar. 

## Style de joueur
Adroit des deux pieds, Itandje est puissant et doté de bons réflexes.

## Statistiques
| Saison    | Club               | Pays       | Championnat         | Championnat | Championnat | Championnat  | Championnat  | Coupe d'Europe | Coupe d'Europe | Coupe d'Europe | Coupes nat. | Coupes nat. | Coach              |
| Saison    | Club               | Pays       | Div.                | M           | B           | Carton jaune | Carton rouge | Type           | M              | B              | M           | B           | Coach              |
| --------- | ------------------ | ---------- | ------------------- | ----------- | ----------- | ------------ | ------------ | -------------- | -------------- | -------------- | ----------- | ----------- | ------------------ |
| 2000-2001 | Red Star           | France     | National            | 9           | 1           | ?            | ?            | -              | -              | -              | -           | -           | Jean-Luc Girard    |
| 2001-2002 | RC Lens            | France     | Réserve - CFA       | 17          | -           | ?            | ?            | -              | -              | -              | -           | -           | Joël Muller        |
| 2002-2003 | RC Lens            | France     | Ligue 1             | 22          | 0           | 1            | 0            | C3             | 1              | 0              | -           | -           | Joël Muller        |
| 2003-2004 | RC Lens            | France     | Ligue 1             | 35          | 0           | 2            | 0            | C3             | 5              | 0              | -           | -           | Joël Muller        |
| 2004-2005 | RC Lens            | France     | Ligue 1             | 38          | 0           | 1            | 0            | -              | -              | -              | -           | -           | Joël Muller        |
| 2005-2006 | RC Lens            | France     | Ligue 1             | 37          | 0           | 1            | 1            | CI-C3          | 7+2            | 0              | -           | -           | Francis Gillot     |
| 2006-2007 | RC Lens            | France     | Ligue 1             | 38          | 0           | 1            | 0            | C3             | 8              | 0              | -           | -           | Francis Gillot     |
| 2007-2008 | Liverpool FC       | Angleterre | Premiership         | 0           | 0           | -            | -            | C1             | -              | -              | 7           | 0           | Rafael Benitez     |
| 2008-2009 | Liverpool FC       | Angleterre | Premiership         | -           | -           | -            | -            | C1             | -              | -              | -           | -           | Rafael Benitez     |
| 2009-2010 | → AO Kavala (prêt) | Grèce      | Superleague Ellàda  | 19          | 0           | 3            | 0            | -              | -              | -              | 5           | 0           | Papacostas Giannis |
| 2010-2011 | Liverpool FC       | Angleterre | Premiership         | -           | -           | -            | -            | C3             | -              | -              | -           | -           | Roy Hodgson        |
| 2010-2011 | Atromitos FC       | Grèce      | Superleague Ellàda  | 7           | 0           | 0            | 0            | -              | -              | -              | 3           | 0           | Giorgos Donis      |
| 2011-2012 | Atromitos FC       | Grèce      | Superleague Ellàda  | 31          | 0           | 4            | 0            | -              | -              | -              | 5           | 0           | Giorgos Donis      |
| 2012-2013 | Atromitos FC       | Grèce      | Superleague Ellàda  | 20          | 0           | 0            | 0            | C3             | 2              | 0              | -           | -           | Dušan Bajević      |
| 2012-2013 | PAOK Salonique     | Grèce      | Superleague Ellàda  | 11          | 0           | 0            | 0            | C3             | -              | -              | 3           | 0           | Giorgos Donis      |
| 2013-2014 | Konyaspor          | Turquie    | Spor Toto Süper Lig | 17          | 0           | 0            | 0            | -              | -              | -              | -           | -           | Uğur Tütüneker     |

## Palmarès
- Vainqueur de la Coupe Intertoto en 2005 avec le RC Lens.
- Finaliste de la coupe de Grèce en 2011 et en 2012 avec l'Atromitos FC.
- Meilleur gardien du championnat de Grèce 2011-2012